# Miss Hispanidad Internacional
Miss Hispanidad Internacional was een missverkiezing die tussen 1988 en 1995 werd gehouden tussen de landen van Latijns-Amerika en enkele andere landen met veel inwoners van latino-afkomst. De wedstrijd werd jaarlijks gehouden in Miami Beach in de Verenigde Staten.

## Winnaressen
| Datum        | Jaar | Nr. | Winnares                                 | Land                   |
| ------------ | ---- | --- | ---------------------------------------- | ---------------------- |
| 27 september | 1995 | 20  | Fabiola Pérez                            | Mexico                 |
| 14 september | 1994 | 18  | Karina Calmet                            | Peru                   |
| 22 september | 1993 | 20  | Elsa del Carmen Jiménez                  | Panama                 |
| 5 augustus   | 1992 | 19  | Mónica Monreal                           | Mexico                 |
| 28 augustus  | 1991 | 20  | Yulaykis Piloto                          | Verenigde Staten       |
| 25 augustus  | 1990 | 20  | Rosario del Carmen Rodríguez del Rosario | Dominicaanse Republiek |
| 9 september  | 1989 | 19  | Gloria Stella                            | Panama                 |
| 1 september  | 1988 | 20  | Emma Rabbe                               | Venezuela              |